# AMD 29000

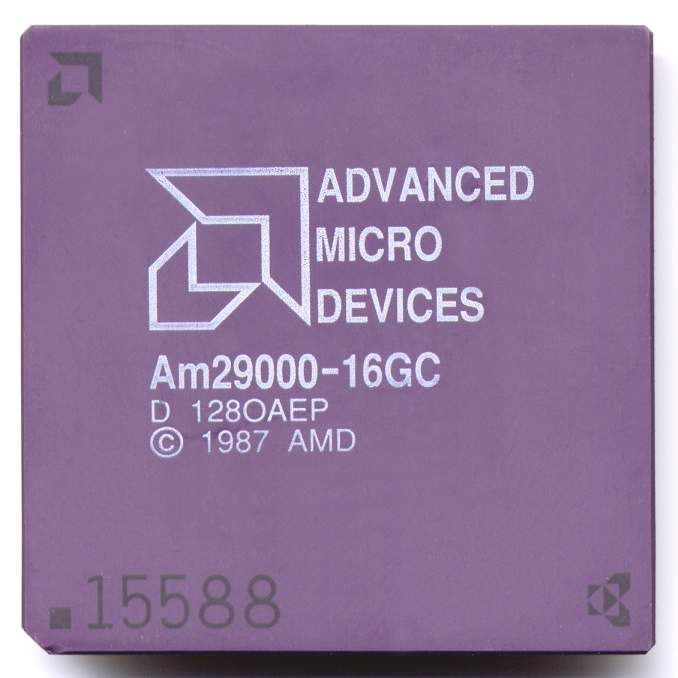
Le microprocesseur AMD 29000

L'AMD 29000 est un processeur de technologie RISC lancé par AMD au moment où il semblait nécessaire de renverser la suprématie des familles Intel x86 et Motorola 680x0 (des processeurs typiquement CISC).
Lancée en 1988, la famille a compté plusieurs membres qui ont été rapidement orientés vers des applications embarquées (par exemple, dans le domaine de l'électronique de défense pour l'AMD 29029 qui était destiné plus spécialement à des contrôleurs embarqués pour des applications aviation) plutôt que vers les applications bureautiques ou de systèmes de gestion. Malgré une puissance de calcul relativement élevée pour l'époque et tout en tenant compte de la discrétion des applications embarquées ou militaires, la famille Am29000 n'a pas vraiment rencontré le succès.
Le dernier processeur de la série, le Am29050, n'a plus été produit à partir de 1995, en grande partie à cause du lancement du K5. AMD a alors sous-traité la maintenance pour les clients (notamment dans l'aéronautique) à Honeywell.